# Honorius Burger
Honorius Burger OSB (* 22. November 1788 in Horn; † 21. Juli 1878 in Altenburg) war ein österreichischer Benediktinerabt, Historiker und Zeichner.

## Werdegang
Honorius Burger legte am 14. Oktober 1810 die Profess ab. Von 1833 bis 1839 war er Pfarrer in Horn, dann Kanzleidirektor, Waisenamtsverwalter, Kämmerer und Kellermeister von  Stift Altenburg. Am 31. August 1842 wurde er zum 45. Abt des Stiftes gewählt. Er ließ umfangreiche Renovierungsarbeiten an den Stiftsgebäuden durchführen.
Burger schrieb eine Geschichte des Stiftes, veröffentlichte eine Urkundensammlung und historische Beiträge für Franz Xaver Schweickhardts „Darstellung des Erzherzogthums Oesterreich unter der Enns“. Er schuf auch kleine  aquarellierte Ansichten von Waldviertler Orten und Kirchen und Bleistiftzeichnungen von Pfarren und Besitzungen des Stiftes in dessen Rotelbuch (um 1820).

## Veröffentlichungen
- Geschichtliche Darstellung der Gründung und Schicksale des Benediktinerstiftes S. Lambert zu Altenburg in Nieder-Österreich, dessen Pfarren und Besitzungen, und mehrerer hiesige Gegend betreffender Ereignisse. Gerold, Wien 1862 (online).
- Verbesserungen, Zusätze und Nachträge zur geschichtlichen Darstellung der Gründung und Schicksale des Benediktinerstiftes Sankt Lambert zu Altenburg in Niederösterreich etc. etc., Horn 1869.
- Urkunden der Benedictiner-Abtei zum Heiligen Lambert in Altenburg, Nieder-Österreich K.O.M.B. vom Jahre 1144 bis 1522. (= Fontes rerum Austriacarum - Österreichische Akademie der Wissenschaften, Philosophisch-Historische Klasse, Historische Kommission, 2. Abteilung, Diplomataria et acta, Bd. 21). Wien 1865.